# Rifenys
Els rifenys (amazic: ⵉⵔⵉⴼⵉⵢⵏ, irifiyen; àrab marroquí: الريافة, r-riyāfa o الروافة, r-rwāfa) són un grup humà amazic del nord del Marroc. Viuen principalment a les planures i muntanyes del massís del Rif, al llarg de la costa de la mar Mediterrània.

## Llengua

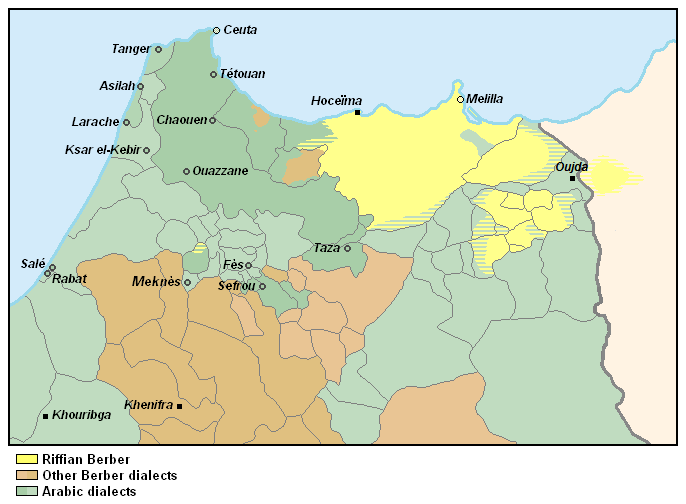
Extensió geogràfica dels dialectes del rifeny

Els rifenys parlen principalment una variant zenati de l'amazic: el rifeny, que ells mateixos anomenen tmazight o tarifecht (tarifit pels altres amazics). La denominació Rif s'utilitza de vegades per referir-se a aquest idioma, però és inadequat, ja que només es refereix a la regió, no al llenguatge ni als habitants. Algunes tribus han adoptat parcialment o totalment l'àrab com a resultat de un procés d'arabització, especialment els que s'estableixen a l'oest del Rif, en contacte amb els ghomares arabòfons.
Els rifenys habiten un territori poc travessat per les línies de comunicació, no han estat influenciats per l'àrab i van ser capaços de preservar la seva llengua, mentre que l'adopció d'un cert nombre d'arabismes i préstecs de l'espanyol (i, en menor mesura, en francès). L'àrab marroquí serveix com a lingua franca mentre que l'espanyol i el francès es parlen com a segona o tercera llengua. Els de la diàspora també parlen neerlandès i alemany.

## Cultura

### Folklore
La cultura rifenya és un component de la cultura amazic, nordafricana i mediterrània. L'especificitat lingüística de la regió s'il·lustra, en particular, per la seva música i el folklore. El folklore rifeny és similar al de la resta del nord d'Àfrica (Tamazgha) que canten poemes tradicionals anomenats izrane, segueixen els rituals agraris relacionats amb l'agricultura i yennayer és la festival que inicia el nou any del calendari amazic.
Les noces rifenyes destaquen diverses característiques de la zona com la tradició de l'araziq (cançons, exaltació religiosa i rituals realitzats per un grup d'homes al voltant del nuvi) acompanyats dels asriwriw (iu-iu) de les dones de lluny, el dia de la cerimònia del henna; i altres especificitats.

### Poesia
Els izrane (plural d'izri) són els poemes tradicionals rifenys, cantats en diverses ocasions. Aquesta tradició molt estesa al Rif es considera un element clau de la poesia amaziga. En general, els izrane són elogis, històries d'amor, declaracions sentimentals o, en general revelen els estats d'ànim dels seus intèrprets, que tant homes com dones canten i ballen en casaments i altres esdeveniments. Sovint s'utilitzen per donar la rèplica a l'interlocutor.
Hi ha una cançó típica de Rif, sovint presa de l'izrane: Lala/Rala Bouya, que sembla una cançó de lloança a una dona Bouya, la identitat de la qual segueix sent un misteri. Alguns afirmen que es tracta d'una antiga reina amaziga de bellesa i generositat extraordinària, d'altres estan convençuts que es tracta d'una mera llegenda. Aquesta cançó és una marca registrada de la identitat rifenya utilitzat per totes les tribus amb sentit de pertinença. Actualment és popular a la resta del Marroc i és presa per molts cantants en homenatge a la cultura del Rif.
També es fan enfrontaments poètiques entre les noies de diferents clans on cadascuna pot expressar els seus estats d'ànim, mostrant la seva inspiració artística. L'izrane també s'utilitzà com a motivador per als combatents especialment durant les lluites de resistència colonials.

### Música
La música té un paper molt important en el folklore del Rif. D'una banda, la regió ha proporcionat un gran nombre de cantants i intèrprets de música amazig en diferents estils musicals.
Més específicament, l'Imdyazane/Rachioukh (també coneguda com a Aarfa) és la dansa popular típica del Rif d'origen bèl·lic. Els guerrers del Rif la ballaven en senyal de victòria sobre l'enemic, amb trets de pistola, pals, i puntades de peu a terra al ritme de la música que simbolitzen la pertinença a la terra del Rif i la fortalesa dels guerrers. Aquesta dansa és compartida a tota l'Oriental, on la denominació més recent en Areggada / Reggada del gènere musical que en deriva (Ain Regadda és una comuna oriental), popularitzada en la dècada del 1990. S'hi utilitzen els instruments zenetes com el gasba i el galal, així com el Zamar i el bendir.

### Religió
Igual que la resta del Magrib al-Aqsa, el Rif fou islamitzat després de la expansió musulmana en el segle vii. Els rifenys adoptaren l'islam ritu sunnita maliki, especialment durant l'establiment de l'emirat de Nakur, fundat el 711 i van romandre estrany als trastorns que colpejaren el Magrib durant la primera meitat del segle viii, com la revolta amaziga i l'aparició de kharidjisme. No obstant això, igual que gran part dels pobles islamitzats, els rifenys retenen algunes peculiaritats culturals pre-islàmiques com els tatuatges, la superstició i l'estructura tribal de la societat.

## Tribus

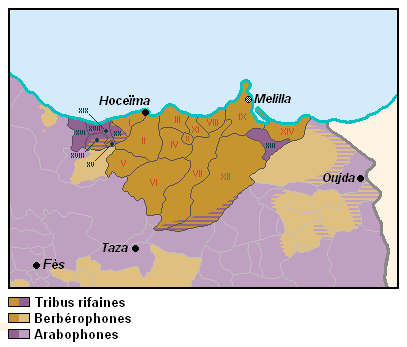
Mapa de localització de les tribus rifenyes

Tradicionalment, el Rif és una regió tribal, composta d'una vintena de tribus, alhora compostes de nombroses fraccions i clans:
- els Qelaya o Gulaya (rifeny: Iqer'iyen), confederació tribal de 5 tribus establertes als voltants de Nador, Melilla, Ayt Enssar, Zeghanghan, Selouane, Bouyafar, Beni Chiker, Beni Sidel, Farkhana, Trifa, Tibouda, Gurugú, en un territori que s'estén entre el cap de Tres Forcas al nord, el marge oriental de la llacuna de Nador (Mar Chica) a l'est i l'oued Kert a l'oest, dividides entre cinc fraccions tribales[8]
- els Kebdana (Ikebdanen), establerts entre el marge oriental de la llacuna de Nador i el marge dret de la Muluia, al voltant de Ras El Ma i Kariat Arekmane.
- els Aït Saïd (Béni Saïd), al llarg de les costes entre Tazaghine i l'oued Kert, establerts als voltants de Dar el-Kebdani, Boudiar, Hijja, Chaabi, Maurou i Amejjaou.
- els Aït Oulichek, establerts entre les comunes de Ben Taieb, Annual, Ouardana i Taliouine ;
- els Temsamane, establerts als voltants de les comunes de Temsamane, Trougout, Laazib i Takseft, al littoral ;
- els Aït Bouyahyi, establerts al territori al marge esquerre de la Muluia i al sud de Nador, al voltant de Hassi Berkane i Mont-Arouit.
- els Metalsa (Ibdarsen), establerts als voltants de Driouch, Mezguitem, Ain Zohra (Tara Tazougaght) i Oulad Bourima.
- els Gueznaya (Izennayen), establerts als voltants d'Ajdir, Aknoul i Tizi Ouasli ;
- els Aït Tafersit, establerts als voltants de la comuna de Tafersit ;
- els Aït Touzine, establerts als voltants de Midar, Azlaf, Kassita i Ijarmouas, junt al oued Nekor a l'oest ;
- els Aït Ouriaghel, establerts als voltants d'Ajdir, Tamasint, Bni Bouayach i Imzouren, al corrent des de la costa cap a l'interior, sud i sud-oest, més de trenta quilòmetres;
- els Aït Ammart, establerts als voltants de la comuna de Bni Ammart ;
- els Baqouya (Ibeqqouyen), establerts entre Al Hoceima i Badis ;
- els Targuist, parcialment arabòfons, establerts als voltants de la comuna de Targuist ;
- els Aït Itteft, parcialment arabòfons, establerts au sud de Badis ;
- els Aït Boufrah, parcialment arabòfons, establerts als voltants de la comuna de Khmis Bni Boufrah ;
- els Aït Gmil, majoritàriament amazigòfons,[9] establerts sobre un territori esquitxat de llogarets al nord-oest de Targuist, enclavats entre els Mestasa, els Sanhaja des Srayr, els Metioua i els Aït Boufrah ;
- els Mestasa, majoritàriament arabòfons, establerts als voltants de Medcher Taghzout, al nord dels Beni Gmil ;
- els Metioua, majoritàriament arabòfons, establerts al territori comprès entre Issaguen i el littoral ;
- els Settout, arabòfons, establerts als voltants de la vila de Zaio.

Els Aït Iznassen, confederació de quatre tribus de parla i cultura zenata establerta al voltant de la ciutat de Berkane a la riba dreta de la Muluia prop de la rif, sovint units al grup rifeny, sense que hi existeixi consens sobre això.

## Història

### Era preislàmica
El Rif s'estén des de la península Tingitana a la frontera amb Algèria. La regió va quedar sota influència cartaginesa en el segle iii aC, amb establiments comercials púnics a la costa prop de Rusaddir i la part oriental de la península Tingitana.
Els cartaginesos havien perdut gran part del seu territori com a resultat de les guerres púniques, la regió va formar part en el segle i aC del regne de Mauretània, un estat client de l'Imperi Romà dirigit per Boccus I i Juba II. En el segle I l'àrea va quedar sota l'administració directa de Roma unida a la Mauritània Tingitana. S'hi van crear diverses ciutats romanes com Rusaddir (Melilla), Aquila (Tetuan) i Aerath (Al Hoceima).
El poder romà es va debilitar en el s.V, cap el 429 la regió va patir l'arribada de 80.000 vàndals procedents de la Bètica. L'Imperi Romà desaparegué el segle següent i els intents de l'Imperi Romà d'Orient per reconstituir-lo tindran poc efecte sobre la Mauritània Tingitana, sense arribar mai a tenir el control de la regió costanera de la península Tingitana.

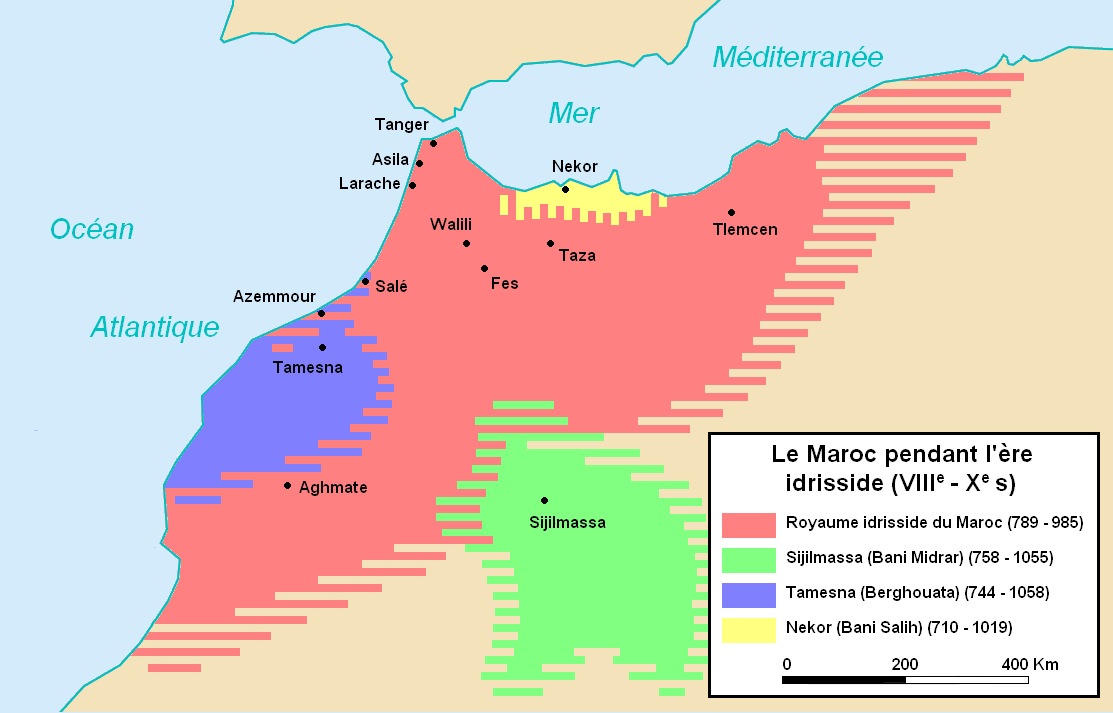
Emirat de Nakur, en groc

### Era islàmica medieval
Islamitzada en segle vii, la regió sofreix la mateixa manera que la resta del Maghreb al-Aqsa, la primera revolta amaziga en 739/740, després de la qual cosa esdevé independent del califat omeia.
La part nord del Rif, al voltant de la badia d'Alhucemas formarà part des de 710 del regne de Nakur, la part sud es va convertir en una zona tribal independent, reunificada a la resta de Magreb al-Aqsa només al final de s.VIII, amb l'adveniment de la Dinastia Idríssida.
En l'edat mitjana, els habitants del Rif es dividien en tres principals confederacions amazigues, els ghomares, el Baqouya i els Bettioua, aquests representants d'una àmplia confederació el territori de la qual s'estenia des de Nakur a la Muluia.
Entre el s.VIII i el s.XII la part occidental del Rif (Jbales i ghomares) era majoritàriament de parla àrab sota la influència de les vies comunicació que connectaven Fes als ports de la Mediterrània i més enllà, a l'Àndalus. Les parts central i oriental, allunyades de les vies de comunicació, continuaren amazigòfones. Els rifenys pròpiament dits són aquests darrers pobles, procedents de la divisió de les Confederacions Bettioua i Baqouya, i parlaven principalment un dialecte zeneta.
En el s. XI Abd-Al·lah al-Bakrí cita les tribus rifenyes que són els Temsamane, Baqouya, Gueznaya, Ait Uriaghel, Kebdana, Marnissa (avui part dels Jbales), Mestasa i Aït Itteft. En el curs de la història els rifenys s'incorporaren successivament als imperis dels almoràvits, dels almohades, dels marinides, dels wattàssides dels saadites i dels alauites, tot i mantenint una àmplia autonomia respecte dels poders centrals successius.

### Era moderna
Després del Tractat de Fes i l'establiment dels protectorats francès i espanyol al Marroc, el Rif va quedar integrat principalment a la zona espanyola, mentre que tres tribus del Rif van veure dividit el seu territori entre les zones francesa i espanyola: la major part del territori dels igzenayen i la part sud d'Ait Bouyahyi es trobaren sota administració francesa. Els Beni Snassen, a l'est establerta de la Muluia, foren inclosos integralment a la zona francesa.

Bandera de la república del Rif

Entre 1921 i 1928 es desenrotllà la Guerra del Rif, que veu l'establiment d'un estat independent, la República del Rif, sota el lideratge d'Abd el-Krim, abans de ser derrotat i l'àrea cau de nou completament sota el control de les autoritats del Protectorat.
A la independència del Marroc el 1956, el Rif va reunificar amb el Marroc. Les febles condicions econòmiques han provocat revoltes com la de 1958-1959 i estan empenyent centenars de milers de rifenys l'èxode a les grans ciutats del Marroc i Europa, principalment als Països Baixos i Bèlgica. Descuidat durant molt de temps pel govern central del Marroc, la regió tendeix a desenvolupar-se després de l'accés al tron de monarca Mohammed VI.